# 木谷美帆
木谷 美帆（きたに みほ、1971年7月18日 - ）は、近畿地方を拠点に活動している日本のフリーアナウンサー。

## 来歴
兵庫県西宮市出身。木谷自身は神戸市も出身地の1つとしており、過去に担当していた『早起きラジオMBS』の出演者プロフィールページや自らの公式サイトにその旨を記していた。
大阪女子大学学芸学部人間関係学科卒業。大学在学時には生田教室にも通っていた。
大学を卒業後、1994年にエフエム山口 (FMY) に入社。同局のアナウンサーになるが、在職中にはアナウンス業務だけでなく番組制作業務全般に携わっていた。
2001年3月にエフエム山口を退社し、フリーに転向。以後は近畿地方での活動をメインにしつつも、2005年までは引き続きエフエム山口の番組にも出演していた。
2014年11月に結婚。そして2016年4月に男児を出産し、1児の母になる。

## 人物
ミネラルを摂取しながらの断食をダイエット療法の1つとして行うミネラルファスティングの愛好者。夫と結婚する前から行っており、ファスティングマイスターを名乗っての活動も展開している。

## 出演

### ラジオ番組
- プロムナードやまぐち（エフエム山口）[10]
- みんなのサザンのうた〜お気に召すまま勝手にサザンリクエスト〜（エフエム山口）[5]
- FMY MUSIC BUSTERS（エフエム山口）[10]
- フライデー・スーパー・フリーク（エフエム山口）[10]
- COCO PARTY（エフエム山口）[10]
- SUNSET-STUDIO FMY EVENING TERMINAL（エフエム山口）[11]
- 早起きラジオMBS（MBSラジオ、2002年10月 - 2005年3月）
- VV-AMUSEMENT BOX（FM岡山、2003年 - 2005年）
- トヨタカローラ山口 presents 美帆のDRIVING「PASSO」!!（エフエム山口、2004年 - 2005年）
- ラジオの達人 馬場章夫のぼらぼら放送局（MBSラジオ、2005年4月 - 2008年3月）
- 馬場章夫の大阪大発見! → 馬場章夫の新・大阪大発見!（MBSラジオ、2005年4月 - 2011年3月）
- 木谷美帆のレイクサイドモーニング77（e-radio、2005年10月 - 2007年9月）
- LSM（e-radio、2007年10月 - 2011年9月） - 番組内コーナー『KEIBUN MUSIC AROUND』のパーソナリティも兼務[3]。
- 羽川英樹の情報アサイチ!（ラジオ関西、2010年4月 - 2013年3月）[12]
- Happy!（e-radio、2011年9月 - 2013年3月）
- 三上公也の情報アサイチ!（ラジオ関西、2013年4月 - 2019年3月）
- 時間です!林編集長（ラジオ関西、2019年4月 - 2020年3月） - 番組内コーナー『歌声は風にのって』のパーソナリティも兼務。『林編集長』が終了し、『PUSH!』内での放送になってからも引き続き担当している。
- 西松屋presents 美帆の子育てそれいいね！（ラジオ関西、2019年4月 - ）
- 歌のない歌謡曲（ラジオ関西、- 2023年9月）
- 土曜の午後は、トコトンほんこん!（ラジオ大阪、2023年10月 -  ）

### ネット配信番組
- ボラボラ大冒険！（JOBBBラジオ）